# خوان باوزا
خوان باوزا (بالإسبانية: Juan Bauza)‏ هو لاعب كرة قدم أرجنتيني في مركز الوسط، ولد في 3 مايو 1996 في Gualeguaychú Department ‏ في الأرجنتين يلعب في نادي بني ياس الإماراتي معار من يونيفرسيتاتيا كرايوفا الروماني. لعب مع خيمناسيا إسغريما دي ميندوزا وغورنيك زابجه ونادي أتليتيكو كولون ويونيفرسيتاتيا كرايوفا.

## وصلات خارجية
- خوان باوزا على موقع قاعدة بيانات كرة القدم.إي يو (الإنجليزية)
- خوان باوزا على موقع Soccerway.com (الإنجليزية)